# Fórmula de Euler-Rodrigues
En matemáticas y mecánica, la fórmula de Euler-Rodrigues describe la rotación de un vector en tres dimensiones. Se basa en la Fórmula de rotación de Rodrigues, pero utiliza una parametrización diferente.
La rotación se describe mediante cuatro parámetros de Euler, ideados por Leonhard Euler. La fórmula de Rodrigues (llamada así por Olinde Rodrigues), un método para calcular la posición de un punto girado, se usa en algunas aplicaciones de software, como simuladores de vuelo y juegos de ordenador.

## Definición
Una rotación sobre el origen está representada por cuatro números reales, a, b, c, d, de modo que
{\displaystyle a^{2}+b^{2}+c^{2}+d^{2}=1.}
Cuando se aplica la rotación, un punto en la posición x→ gira a su nueva posición
{\displaystyle {\vec {x}}'={\begin{pmatrix}a^{2}+b^{2}-c^{2}-d^{2}&2(bc-ad)&2(bd+ac)\\2(bc+ad)&a^{2}+c^{2}-b^{2}-d^{2}&2(cd-ab)\\2(bd-ac)&2(cd+ab)&a^{2}+d^{2}-b^{2}-c^{2}\end{pmatrix}}{\vec {x}}.}

### Formulación vectorial
El parámetro a puede llamarse el parámetro escalar, mientras que la terna ω→ = (b, c, d) es el parámetro vectorial. En notación vectorial estándar, la fórmula de rotación de Rodrigues toma la forma compacta
| {\displaystyle {\vec {x}}'={\vec {x}}+2a({\vec {\omega }}\times {\vec {x}})+2\left({\vec {\omega }}\times ({\vec {\omega }}\times {\vec {x}})\right)} |

### Simetría
Los parámetros (a, b, c, d) y (−a, −b, −c, −d) describen la misma rotación. Además de esta simetría, cada conjunto de cuatro parámetros describe una rotación única en el espacio tridimensional.

### Composición de rotaciones
La composición de dos rotaciones es en sí misma es una rotación. Sean (a1, b1, c1, d1) y (a2, b2, c2, d2) los parámetros de Euler de dos rotaciones. Los parámetros de la rotación compuesta (rotación 2 después de la rotación 1) son los siguientes:
{\displaystyle {\begin{aligned}a&=a_{1}a_{2}-b_{1}b_{2}-c_{1}c_{2}-d_{1}d_{2};\\b&=a_{1}b_{2}+b_{1}a_{2}-c_{1}d_{2}+d_{1}c_{2};\\c&=a_{1}c_{2}+c_{1}a_{2}-d_{1}b_{2}+b_{1}d_{2};\\d&=a_{1}d_{2}+d_{1}a_{2}-b_{1}c_{2}+c_{1}b_{2}.\end{aligned}}}
Es sencillo, aunque tedioso, verificar que a2 + b2 + c2 + d2 = 1 (es esencialmente la identidad de los cuatro cuadrados de Euler, también utilizada por Rodrigues).

## Ángulo de rotación y eje de rotación
Cualquier rotación central en tres dimensiones está determinada únicamente por su eje de rotación (representado por un vector unitario k→ = (kx, ky, kz)) y el ángulo de rotación φ. Los parámetros de Euler para esta rotación se calculan de la siguiente manera:
{\displaystyle {\begin{aligned}a&=\cos {\frac {\varphi }{2}};\\b&=k_{x}\sin {\frac {\varphi }{2}};\\c&=k_{y}\sin {\frac {\varphi }{2}};\\d&=k_{z}\sin {\frac {\varphi }{2}}.\end{aligned}}}
Téngase en cuenta que si φ aumenta en una rotación completa de 360 grados, los argumentos de seno y coseno solo aumentan en 180 grados. Los parámetros resultantes son lo opuestos a los valores originales, (−a, −b, −c, −d); y representan la misma rotación.
En particular, la transformación de identidad (rotación nula, φ = 0) corresponde a los valores de los parámetros (a, b, c, d) = (±1, 0, 0, 0). Las rotaciones de 180 grados sobre cualquier eje dan como resultado a = 0.

## Conexión con los cuaterniones
Los parámetros de Euler pueden verse como los coeficientes de un cuaternión; el parámetro escalar a es la parte real, los parámetros vectoriales b, c, d son las partes imaginarias.
Así, se tiene el cuaternión
{\displaystyle q=a+bi+cj+dk,}
que es un cuaternión unitario (o versor) de longitud 
{\displaystyle \left\|q\right\|^{2}=a^{2}+b^{2}+c^{2}+d^{2}=1.}
Lo más importante, las ecuaciones anteriores para la composición de las rotaciones son precisamente las ecuaciones de la multiplicación de los cuaterniones. En otras palabras, el grupo de cuaterniones unitarios con multiplicación, con módulo de signo negativo, es isomorfo al grupo de las rotaciones y su composición.

## Conexión con las matrices de rotación SU(2)
El Grupo de Lie unitario especial puede usarse para representar rotaciones tridimensionales en matrices 2 × 2. La matriz SU(2) correspondiente a una rotación, en términos de sus parámetros de Euler, es
{\displaystyle U={\begin{pmatrix}\ \ \,a+di&b+ci\\-b+ci&a-di\end{pmatrix}}.}
Alternativamente, esto se puede escribir como la suma
{\displaystyle {\begin{aligned}U&=a\ {\begin{pmatrix}1&0\\0&1\end{pmatrix}}+b\ {\begin{pmatrix}0&1\\-1&0\end{pmatrix}}+c\ {\begin{pmatrix}0&i\\i&0\end{pmatrix}}+d\ {\begin{pmatrix}i&0\\0&-i\end{pmatrix}}\\&=a\,I+ic\,\sigma _{x}+ib\,\sigma _{y}+id\,\sigma _{z},\end{aligned}}}
donde los σi son las matrices de espín de Pauli. Por lo tanto, los parámetros de Euler son los coeficientes para la representación de una rotación tridimensional en SU(2).